# Luete Ava Dongo
Luete Ava Dongo (Kinsasa, 27 de enero de 1996) es un futbolista congoleño que juega en la demarcación de defensa para el Royal Antwerp FC de la Belgian Pro League.

## Selección nacional
El 19 de marzo de 2023 hizo su debut con la selección de fútbol de República Democrática del Congo en un encuentro amistoso contra Ruanda que finalizó con un resultado de 2-3 tras los goles de Joël Beya y del propio Ava Dongo para la República Democrática del Congo, y de Thierry Manzi, Eric Nsabimana y Ernest Sugira para Ruanda.

## Clubes
| Club                     | País                            | Año       | Partidos | Goles |
| ------------------------ | ------------------------------- | --------- | -------- | ----- |
| Daring Club Motema Pembe | República Democrática del Congo | 2014-2018 |          |       |
| AS Vita Club             | República Democrática del Congo | 2018-2020 | 4        | 0     |
| Royal Antwerp FC         | Bélgica                         | 2020-     | 0        | 0     |